# Magic (canción de Pilot)
«Magic» es una canción de la banda escocesa Pilot. Publicada en 1974, fue el primer sencillo de éxito para el grupo. Fue escrita por los miembros de la banda David Paton y Billy Lyall para su álbum debut From the Album of the Same Name, del sello EMI.
Tuvo más éxito en Canadá, en donde se había encaramado a lo más alto de la lista nacional de sencillos de RPM el 19 de julio de 1975, por lo que llegó a recibir una certificación de disco de oro por sus ventas. Subió hasta el número 11 en el UK Singles Chart y alcanzó el número 5 durante el verano de 1975 en la estadounidense Billboard Hot 100.
Según David Paton, las colinas y el amanecer a las 6 de la mañana en Blackford Hill —un lugar de Edimburgo donde decidió comprar una casa— lo inspiraron a escribir la canción. En una entrevista de 2012 con Hotdisc Television, Paton también declaró que en aquel tiempo su esposa le había dicho que «nunca había visto un amanecer», lo que también le inspiró para componer la canción.

## Posicionamiento en listas
| Lista (1974–75)                    | Mejor posición |
| ---------------------------------- | -------------- |
| Australia (Kent Music Report)      | 12             |
| Canadá (RPM Top Singles)           | 1              |
| Estados Unidos (Billboard Hot 100) | 5              |
| Estados Unidos (Cash Box Top 100)  | 5              |
| Irlanda (Irish Singles Chart)      | 6              |
| Países Bajos (Dutch Top 40)        | 8              |
| Reino Unido (UK Singles Chart)     | 11             |
| Sudáfrica (Springbok Radio)        | 11             |

| Lista (1975)                       | Posiciones |
| ---------------------------------- | ---------- |
| Australia                          | 61         |
| Canadá                             | 16         |
| Estados Unidos (Billboard Hot 100) | 31         |
| Países Bajos (Dutch Top 40)        | 89         |

## Otras versiones
«Magic» ha sido versionada por Patrick Juvet y publicada como sencillo en 1975. Su letra la había adaptado Jean-Michel Jarre. La canción fue también sampleada por Girl Talk para la canción «Summer Smoke» de su álbum Night Ripper, publicado en 2006.

### Versión de Selena Gomez
Selena Gomez grabó una versión de «Magic» para incluirse en la película Wizards of Waverly Place: The Movie, estrenada en 2009 en la cadena de televisión Disney Channel y en donde ella era la protagonista principal de la historia. La canción se había ubicado entre los títulos finales del filme. «Magic» apareció asimismo en la banda sonora con canciones provenientes e inspiradas en la película y en la serie de televisión Wizards of Waverly Place. La canción, interpretada en el género rock y publicada como sencillo digital, fue lanzada el 21 de julio de 2009 en Radio Disney, y su vídeo musical, dirigido por Roman Pérez, se estrenó en Disney Channel el 24 de julio de 2009. El vídeo de la canción tenía a Gomez cantando a un micrófono sobre un escenario de fondo vistoso, además de incluir algunas escenas de Wizards of Waverly Place: The Movie.
La versión de Gomez alcanzó el puesto número 61 en la lista Billboard Hot 100 de Estados Unidos, el número 80 en la lista Canadian Hot 100, el número 5 en la tabla de sencillos de Noruega y el número 90 en la tabla de sencillos del Reino Unido. El sencillo logró vender 563.000 copias en Estados Unidos.

### Posicionamiento en listas
Posiciones semanales:
| País           | Lista (2009)                    | Posición alcanzada |
| -------------- | ------------------------------- | ------------------ |
| Canadá         | Canadian Hot 100                | 80                 |
| Escocia        | Official Scottish Singles Chart | 90                 |
| Estados Unidos | Billboard Hot 100               | 61                 |
| Noruega        | VG-lista                        | 5                  |
| Reino Unido    | UK Singles Chart                | 90                 |

## Uso en otros medios
La canción se usó en las películas Happy Gilmore (1996) y Herbie: Fully Loaded (2005); en la película de animación por computadora Pollux: Le Manège enchanté, de 2005; y brevemente en la película Diary of a Wimpy Kid 2: Rodrick Rules, de 2011. También se incluyó como banda sonora para el videojuego Sleeping Dogs, de 2012.